# Каунасский автобусный завод
Каунасский автобусный завод, КАГ (лит. Kauno autobusų gamykla, KAG) — ныне несуществующее предприятие по производству автобусов в Каунасе, Литва.

## История

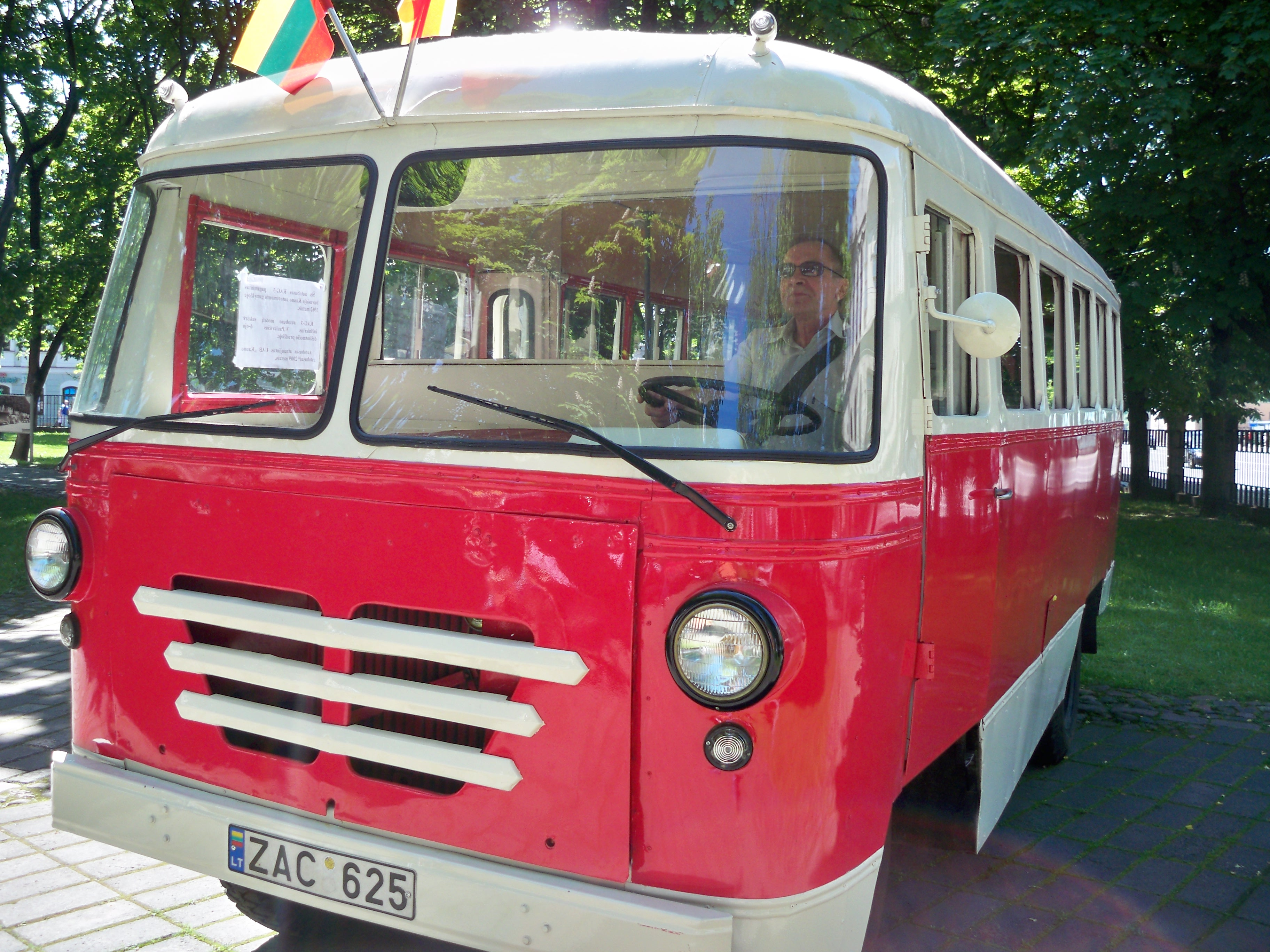
KAG-3 спереди

Первые кузова для автобусов на основе шасси американских марок — Ford, Chevrolet, Autocar и др. — начали собирать в Каунасе, бывшем столицей Литовской Республики, ещё в 1930-е годы. Вначале они были небольшие и примитивные, но постепенно становились всё более современными и комфортабельными для своего времени. В конце того же десятилетия производились автобусы вагонного типа на основе немецких шасси Mercedes-Benz с дизельным двигателем. Работы в основном проводились на двух предприятиях, на основе которых впоследствии и возник Каунасский автобусный завод: в мастерских «Акционерного общества литовцев Америки» на улице Кястучё (лит. Kęstučio) и в мастерских Автобусного парка в каунасском районе Шанцы (лит. Šančiai).
По окончании Второй мировой войны в Литве практически не осталось действующих автобусов. Для перевозки пассажиров использовались переоборудованные грузовики (т. н. «барбухайки») и отремонтированные автобусы Вермахта, брошенные отступавшими войсками. Кроме того, предпринимались «экспедиции» в оккупированную Восточную Пруссию, где удалось найти и после ремонта выпустить на маршруты ещё несколько немецких автобусов.
После нескольких лет возникла возможность поставок новых советских шасси, и в национализированных мастерских на улице Кястучё, получивших название «Каунасский авторемонтный завод» (лит. Kauno autoremonto gamykla, сокращенно KAG), вновь началось производство автобусов. Автобусы, произведенные в первые послевоенные годы, имели индекс «Л-1», это была местная модификация ленинградской модели автобуса с тем же названием.
Постепенно производство было перенесено из центра города в новый цех возле автобусного парка в Шанцах.
В середине 1950-х годов была создана модель автобуса KAG-3. На продленном спереди и сзади шасси грузовика ГАЗ-51 был установлен каркас из ясеня и бука, снаружи обшитый жестью, а изнутри — многослойной тёмно-коричневой авиационной фанерой. В салоне было 23 сидячих и 7 стоячих мест.
Помимо базового варианта, был освоен ряд других модификаций: грузовой фургон KAG-31, хлебный фургон KAG-32, автомобиль техпомощи KAG-33, автомобиль для сапёрной службы KAG-34, автомобиль бытового обслуживания KAG-317. Деревянная конструкция каркаса обеспечила поставки автобуса в республики Закавказья — при эксплуатации на неровных горных дорогах такой каркас был более прочным, нежели металлические сборные или клёпанные каркасы.
В 1957 году группа конструкторов начала проектировать автобус с полностью металлическим кузовом на шасси KAG-51. Через два года такой автобус, получивший индекс KAG-4, был представлен на традиционной сельскохозяйственной выставке в Каунасе. Было произведено два экземпляра модели пассажирского автобуса и один грузовой фургон KAG-41. Первый автобус был передан в Каунасский автобусный парк для испытательной эксплуатации, две других машины были отправлены в Москву и в течение нескольких лет были выставлены на ВДНХ возле павильона Литовской ССР.
В начале 1960-х годов завод был перенесен в новые корпуса в каунасском районе Алексотас, а в старых помещениях разместились подразделения Каунасского автобусного парка. После ряда серьёзных аварий с участием автобусов KAG, в которых пострадало немало людей, их производство было ограничено, прекращена эксплуатация на городских и районных пассажирских линиях, однако автобусы и далее эксплуатировались для служебных перевозок. Часть автобусов была преобразована в специальные фургоны.

## Модели KAG
- KAG-1 — 19-местный автобус, сконструированный на основе ГАЗ-51.
- KAG-3 — 23 (+7 стоячих) — местный автобус, сконструированный на основе ГАЗ-51.
- KAG-31 — грузовой фургон на основе KAG-3.
- KAG-32 — хлебный фургон на основе KAG-3.
- KAG-33 — автомобиль техпомощи на основе KAG-3.
- KAG-34 — автомобиль сапёрной службы на основе KAG-3.
- KAG-317 — автомобиль бытового обслуживания на основе KAG-3.
- KAG-4 — 24-местный экспериментальный пригородный автобус, выпущенный в 1959 году в количестве 2 экземпляров.
- KAG-41 — грузовой фургон, сконструированный на основе KAG-4, изготовленный в 1959 году в единственном экземпляре.

## Галерея

Модельный ряд
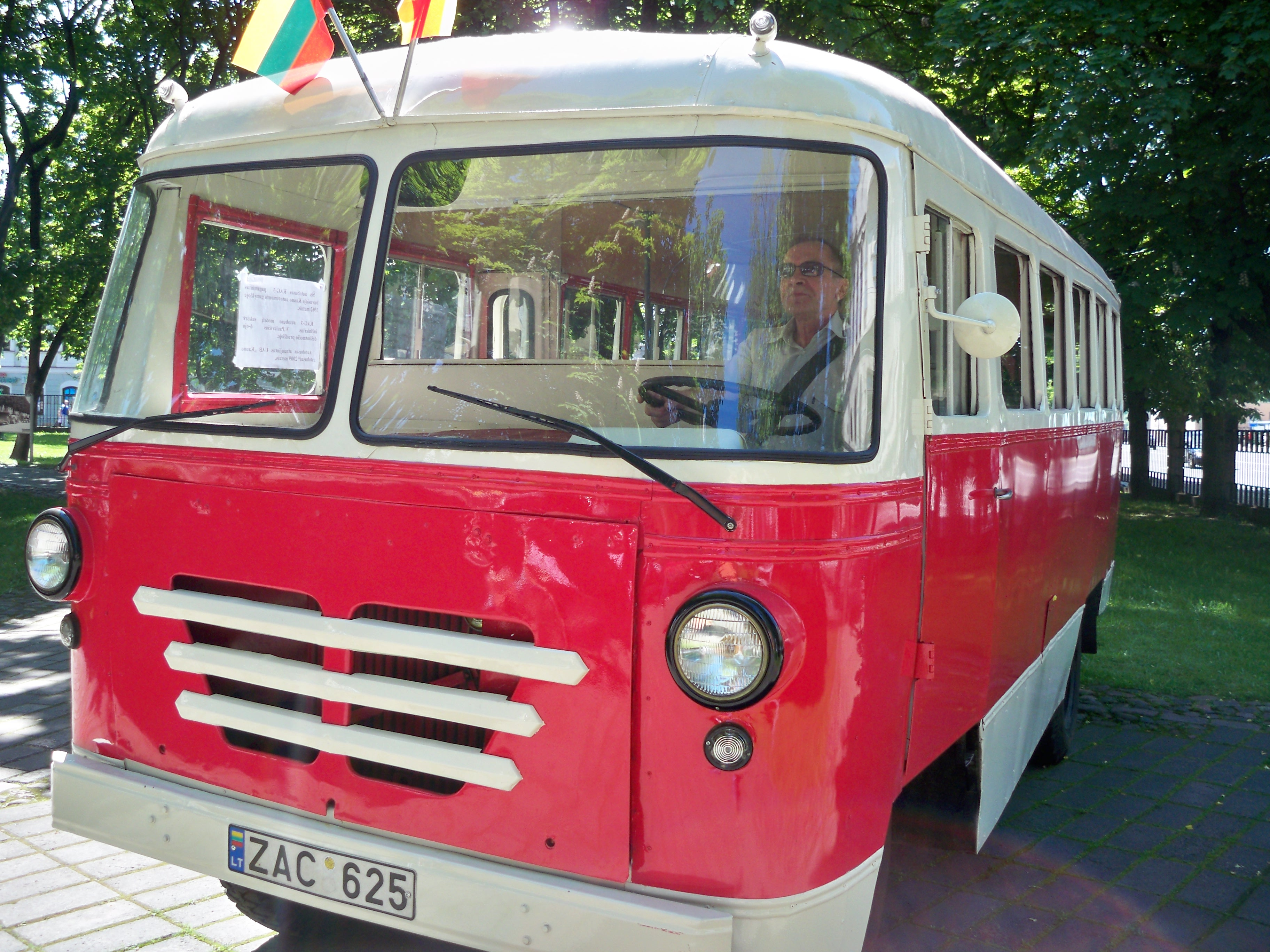
KAG-3
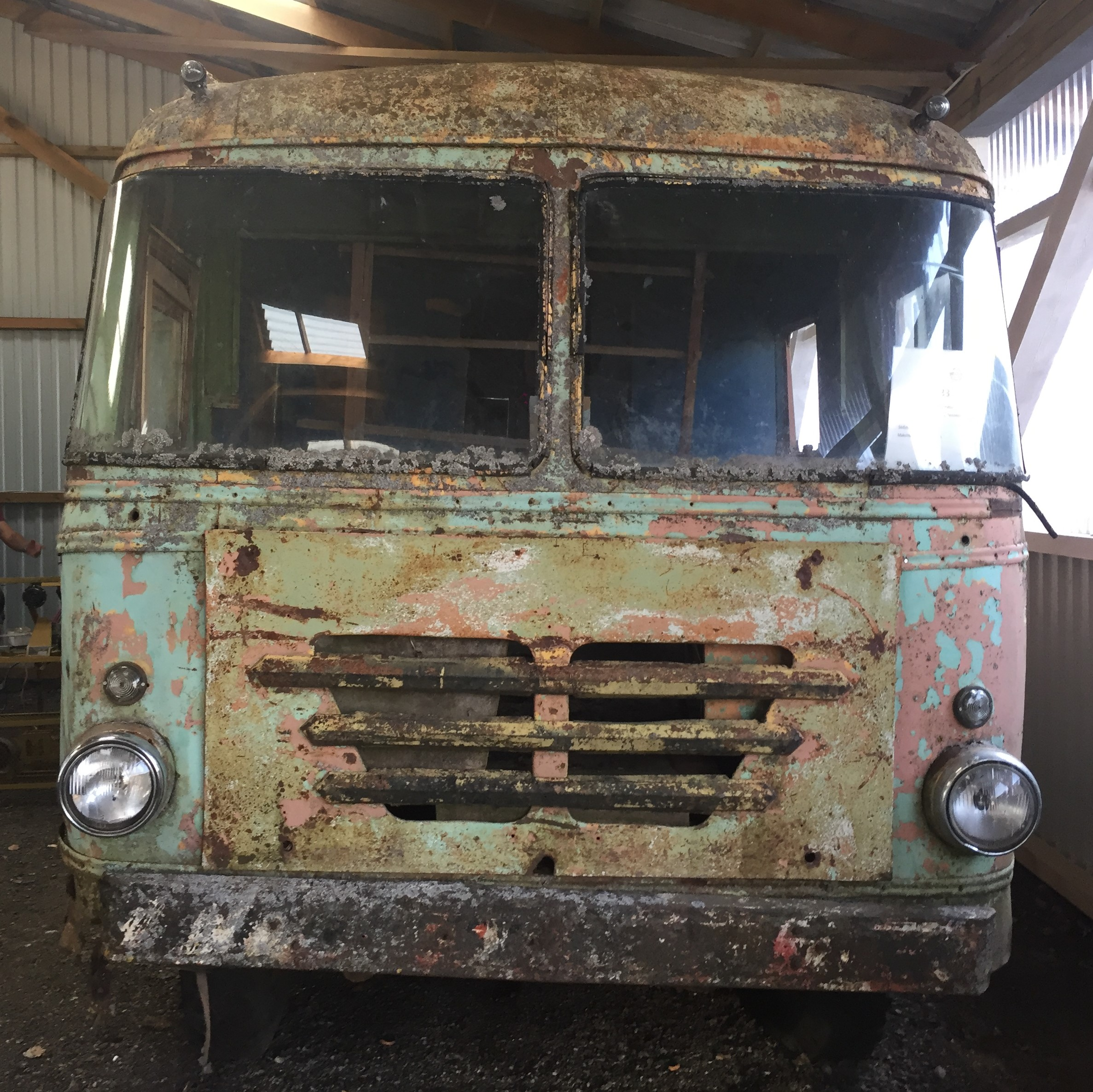
KAG-33
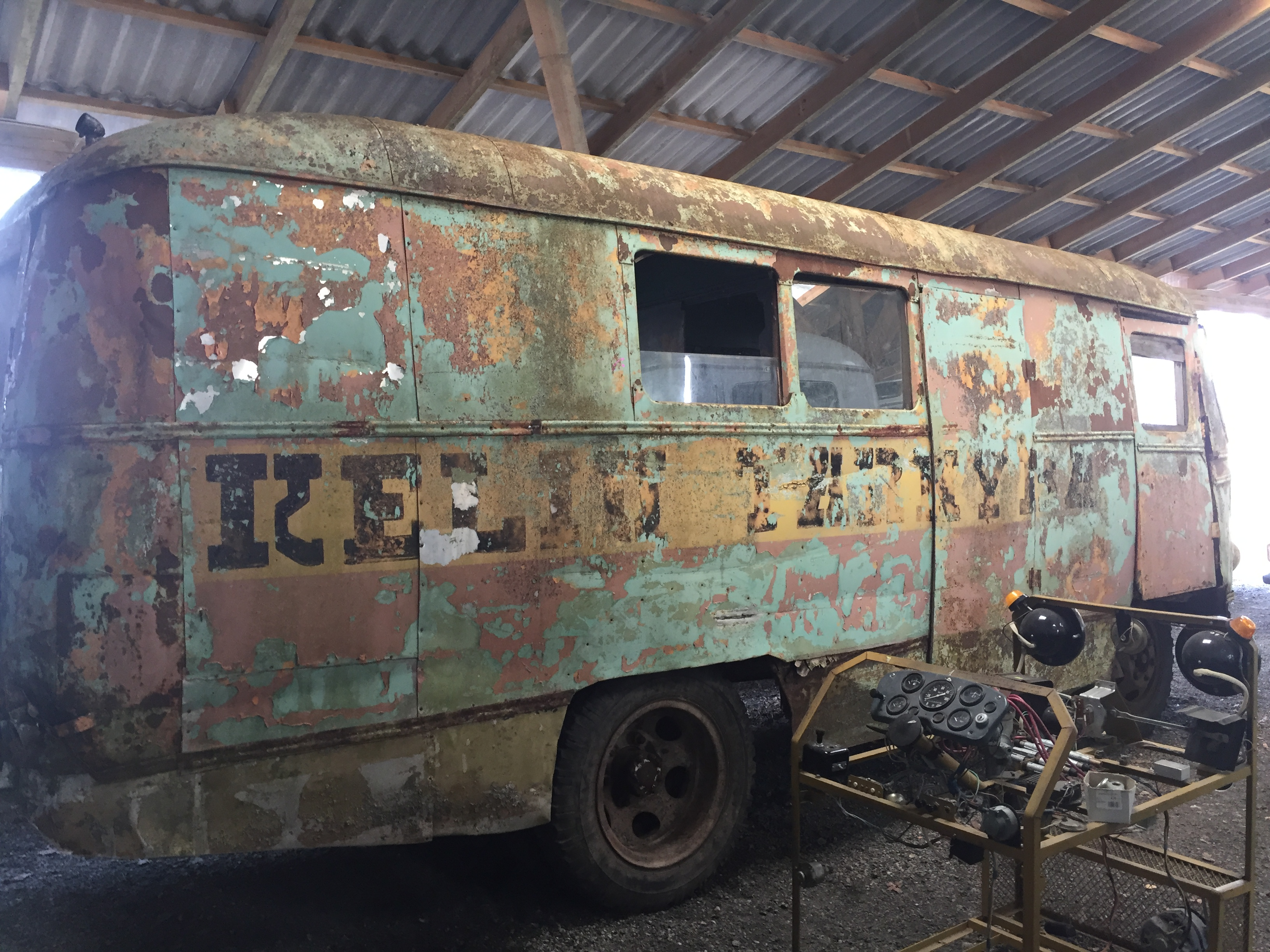
KAG-33. На борту написано Kelių Tarnyba (рус. Дорожные службы)